# 邵良
邵良（？年—？年），號申君，江蘇常熟縣人，順天府大興縣籍，由吏員，考授府經厯，加捐分發，厯署通判、州判、縣丞、府經厯，以知縣陞用，嘉慶七年十一月任四川順慶府岳池縣知縣，十一年十月調署直隷酉陽州，嘉慶十二年十月回任四川順慶府岳池縣知縣，十四年六月調任灌縣。是一位政治人物，明清時曾在四川順慶府岳池縣（位於今四川東北部，武周萬歲通天二年分南充、相如二縣置，是一個千年古縣）擔任官吏。